# Базоркин, Мурад Муртузович
Базоркин Мурат Муртузович (ингуш. Ба́йсаранаькъан Мурта́за Мура́д) — советский ингушский учёный-историк, археолог. Один из первых профессиональных историков Ингушетии.

## Биография
Рордился в родовом селении Базоркино Сунженского отдела Терской области. В 1917 году окончил восемь классов гимназии во Владикавказе. В 1918 году вступил в ряды самообороны Владикавказа, а потом в Ингушскую народную армию. В 1925 году поступил в рабфак. По окончании поступил в Горский педагогический институт. В 1936 году в том же институте окончил аспирантуру, после окончания которой начал работать от научного сотрудника до ученого секретаря.
С 1943 года работал в Чечено-Ингушском краеведческом музее старшим научным сотрудником. 22 февраля 1944 года был назначен его директором, а 23 февраля вместе со всем ингушским народом был депортирован в Среднюю Азию.
С 1958 по 1962 год он работал в Чечено-Ингушском республиканском историческом музее старшим научным сотрудником.
В 1960 году провел большую работу по созданию отдела Гражданской войны в музее села Мужичи. В 1962 году вышел на пенсию.

## Научная деятельность
Базоркин углублённо занимался вопросами истории Ингушетии и внес в неё неоценимый вклад. Особое внимание он уделял «дзурдзукам» и «Дзурдзукетии». Труды Базоркина долгое время оставались неопубликованными. Он собрал огромный архив своих работ.
Работая в институте, он принимал участие в экспедициях в горной Ингушетии, сотрудничая с известными кавказоведами, профессорами Л. П. Семеновым, Н. Ф. Яковлевым, Е. Крупновым, языковедом О. А. Мальсаговым, художниками Хаджибикаром Ахриевым и Гази Даурбековым, географом, научным сотрудником Ингушского научно-исследовательского института А. К. Вильямсом.
Базоркин был первым, кто провел систематическое научное исследование проблемы генезиса ингушского народа и его связи с малоазийскими цивилизациями.
В 1932 году он предоставил доказательства этногенетического родства ингушей с цивилизациями хурритов и хеттов. Его работы — это 78 папок с рукописями, около трёх старинных книг, карты, переписка с видными историками и кавказоведами.

## Семья
Отец — Базоркин Муртуз.

Мать — Базоркина Грета.

Брат — Базоркин Идрис Муртузович.

Сын — Базоркин Алаудин Мурадович.

Дочь — Базоркина Бэлла Муратовна.

## Основные публикации
- Памятники архитектуры горной Чечено-Ингушетии
- Борганы в Присунженской долине
- Кто такие Сунженские казаки
- Появление гребенских казаков в низовьях Терека
- Хетто-вейнахская проблема или происхождение ингушей
- Происхождение ингушей по географии Вахушти о дзурдзуках
- Дорога заговора и крови
- Серго Орджоникидзе в борьбе за установление Советской власти на Северном Кавказе в 1918—1920 гг.
- «Ступай! Победа! Слава! Слава!»